# Кюржа
Кюржа — река в России, протекает в Советском районе Республики Марий Эл. Устье реки находится в 5,6 км по левому берегу реки Ронга. Длина реки составляет 10 км, площадь водосборного бассейна 25,4 км².
Исток реки в 4 км к востоку от посёлка Советский. Река течёт на юг, протекает деревни Кюрсола, Шумисола и село Ронга, чуть ниже которого впадает в Ронгу. Ао всех трёх населённых пунктах на реке плотины и небольшие запруды.

## Данные водного реестра
По данным государственного водного реестра России относится к Верхневолжскому бассейновому округу, водохозяйственный участок реки — Волга от Чебоксарского гидроузла до города Казань, без рек Свияга и Цивиль, речной подбассейн реки — Волга от впадения Оки до Куйбышевского водохранилища (без бассейна Суры). Речной бассейн реки — (Верхняя) Волга до Куйбышевского водохранилища (без бассейна Оки).
По данным геоинформационной системы водохозяйственного районирования территории РФ, подготовленной Федеральным агентством водных ресурсов:
- Код водного объекта в государственном водном реестре — 08010400712112100001289
- Код по гидрологической изученности (ГИ) — 112100128
- Код бассейна — 08.01.04.007
- Номер тома по ГИ — 12
- Выпуск по ГИ — 1